# Hart's Location (Nuevo Hampshire)
Hart's Location es un pueblo ubicado en el condado de Carroll en el estado estadounidense de Nuevo Hampshire. En el Censo de 2010 tenía una población de 41 habitantes y una densidad poblacional de 0,85 personas por km².

## Geografía
Hart's Location se encuentra ubicado en las coordenadas 44°8′27″N 71°22′33″O / 44.14083, -71.37583. Según la Oficina del Censo de los Estados Unidos, Hart's Location tiene una superficie total de 48.14 km², de la cual 47.87 km² corresponden a tierra firme y (0.56%) 0.27 km² es agua.

## Demografía
Según el censo de 2010, había 41 personas residiendo en Hart's Location. La densidad de población era de 0,85 hab./km². De los 41 habitantes de Hart's Location el 100% estaba compuesto por población de raza blanca.